# پانچکس واراترازا
پانچکس واراترازا با نام علمی Pachypanchax varatraza گونه ای از برکه ماهی‌ها و ساده لبان بومی ماداگاسکار است که در رودخانه‌های منامبری، فانامبانا و آمپانوبه یافت می‌شود. زیستگاه طبیعی آن نهرها و استخرها است. این ماهی توسط گونه‌های مهاجم تهدید می‌شود.